# Charadrahyla
Charadrahyla és un gènere de granotes de la família dels hílids que es troba a les regions tropicals del sud de Mèxic.

## Taxonomia
- Charadrahyla altipotens (Duellman, 1968)
- Charadrahyla chaneque (Duellman, 1961)
- Charadrahyla nephila (Mendelson i Campbell, 1999)
- Charadrahyla taeniopus (Günther, 1901)
- Charadrahyla trux (Adler i Dennis, 1972)